# William Eugene Smith
William Eugene Smith (Wichita, 30 dicembre 1918 – Tucson, 15 ottobre 1978) è stato un fotoreporter statunitense.

## Biografia
(William Eugene Smith)
Cominciò a fotografare giovanissimo, ma degli scatti dell'allora quattordicenne Smith non rimase traccia: fu lui stesso distruggerli anni dopo, giudicandoli troppo scarsi. Qualche anno dopo iniziò a collaborare con il giornale della sua cittadina e, nel 1936, fu ammesso alla Notre Dame University dove un corso di fotografia fu istituito appositamente per il promettente giovane fotografo.
Abbandonata l'università, inizio a collaborare con il settimanale Newsweek, da cui fu allontanato per aver rifiutato di lavorare con le macchine Graphic 4x5. Nel 1939 viene contattato dalla rivista Life, con cui inizia una collaborazione che lo porterà, nel corso degli anni successivi, a coprire come fotografo di guerra il teatro bellico del Pacifico: alcune delle immagini scattate durante queste operazioni divennero vere e proprie icone della seconda guerra mondiale, e dimostrarono la capacità di Smith di raccontare la storia in fotografia.
Il 19 febbraio 1945 si unì alle truppe che sbarcarono a Iwo Jima «rischiando spesso la vita mentre faceva alcune delle più indimenticabili fotografie di tutta la seconda guerra mondiale. Ciononostante, considerò il suo lavoro qui un fallimento: "Sono furioso con me stesso - e mi vergogno". (...) In aprile fotografò il feroce combattimento di Okinawa».
Il 23 maggio 1945 venne ferito al volto dall'esplosione di una granata: nei due anni successivi fu costretto a dolorosi interventi e a una lunga riabilitazione, in un periodo in cui si domandò più volte se avrebbe mai ripreso a fotografare. La fotografia A walk to Paradise Garden fu la prima realizzata dopo la malattia, e simboleggiò perfettamente la rinascita dell'autore unita alla speranza del mondo dopo il termine del secondo conflitto mondiale.
Negli anni successivi Smith torna a collaborare con Life e realizza alcuni dei reportage più celebri pubblicati dalla rivista statunitense: su tutti Spanish Village, in cui è raccontata una cittadina spagnola in pieno franchismo, e Country Doctor, narrazione fotografica dell'attività di un medico generico nella campagna americana. Il rapporto con Life finì per deteriorarsi, e con esso - più in generale - crollò la fiducia di Smith verso il sistema dell'informazione americano. Nonostante questo, nel 1971 realizzò uno dei suoi reportage più riusciti, Minamata (con la famosa fotografia Tomoko and Mother in the Bath), in cui fotografò i tragici effetti dell'inquinamento da mercurio in Giappone. 
Grazie all'interessamento di Ansel Adams, ottenne nel 1976 una cattedra all'Università dell'Arizona, ma una grave forma di diabete lo portò prima al coma e successivamente alla morte, che lo colse nel 1978.

## Nei media
Il suo personaggio è protagonista del film del 2020 Il caso Minamata, dove è interpretato da Johnny Depp.